# Denel Aeronautics

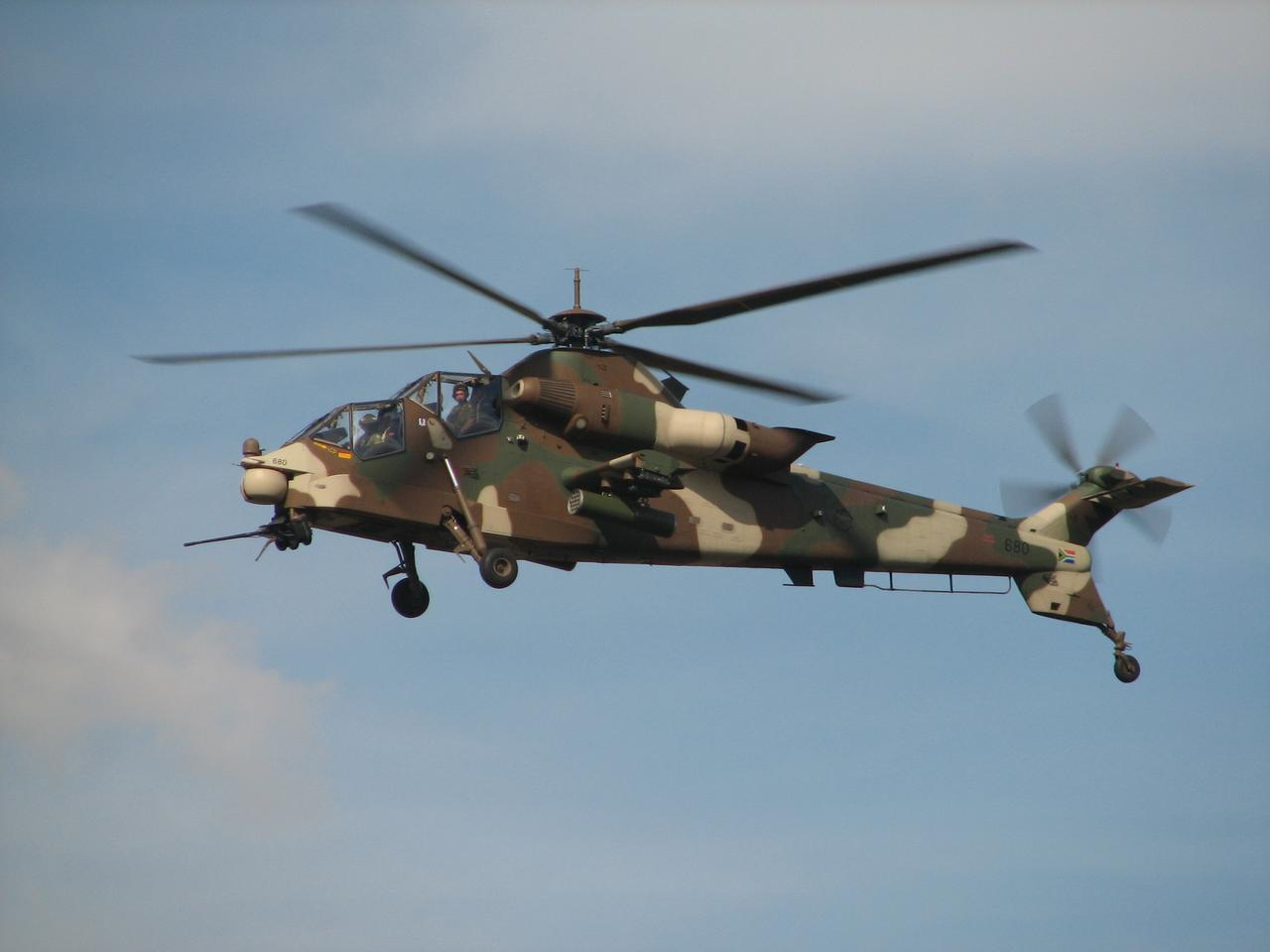
Helicóptero Denel CSH-2 Rooivalk.

Denel Aeronautics es la división aeroespacial y de aviación del grupo Denel de Sudáfrica, especializado en la fabricación de aeronaves. Es la sucesora de la compañía de aviación sudafricana Atlas Aircraft Corporation.

## Historia
La historia se remonta a 1964, cuando Atlas Aircraft Corporation se estableció principalmente para la fabricación de aeronaves militares y varios sistemas de aviónica para la Fuerza Aérea de Sudáfrica (South African Air Force, SAAF).
La división de Denel Aeronautics fue creada en 1992 tras la adquisición y absorción de Atlas Aircraft por parte de Denel, un conglomerado de defensa de propiedad estatal. Inicialmente se llamó Denel Aviation, para luego pasar a llamarse Denel Aeronautics en 2017, después de la integración de Denel Aerostructures y desde entonces, funciona como la división aeroespacial y de aviación de Denel.
Es el fabricante del Rooivalk, un helicóptero anticarro de ataque, el helicóptero de transporte de tamaño medio Oryx, desarrollados localmente, habiendo sido iniciados por Atlas Aircraft. Adicionalmente, también fabrica el avión de combate polivalente Cheetah, basado en el avión Dassault Mirage III de tercera generación. La compañía también brinda servicios de soporte para una amplia gama de aeronaves, tanto de la gama de la antigua Atlas Aircraft como de numerosos fabricantes internacionales. Denel Aeronautics es el proveedor dominante en los servicios de soporte y mantenimiento de aeronaves de varios tipos operados por la Fuerza Aérea de Sudáfrica, aunque también proporciona esos mismos servicios a otros operadores en todo el mundo.